# Bājíquán
Il pugilato degli otto estremi (八極拳T, 八极拳S, BājíquánP, Pa Chi Ch'uanW), è uno stile di arti marziali cinesi che, secondo Wu Bin, Li Xingdong e Yu Gongbao, è conosciuto per la sua pienezza della forza, la sua semplicità e le sue tecniche di combattimento.
Un detto famoso paragona il Taijiquan ed il Bajiquan: "i colti hanno il Taiji per essere in pace sotto il cielo, i militari hanno il Baji per decidere il destino " (Wen You Taiji An Tianxia, Wu You Baji Ding Qiankun 文有太极安天下，武有八极定乾坤).

## Il Nome
Il nome completo dello stile è Kaimen Bajiquan (开门八极拳 Bajiquan dell'apertura della porta), ma è anche chiamato Yueshan Bajiquan (岳山八极拳). In origine il nome era anche scritto Baziquan (巴子拳 e 鈀子拳).
Come spiega Carmona, il nome aprire le porte (開門T, 开门S,  kāimén P,  K'ai men  W) è dovuto al fatto che questo stile utilizza sei modalità per penetrare la guardia dell'avversario, mentre il nome monte Yue (岳山T, 岳山S,  yuèshān P,  Yueh shan  W) è giustificato dal fatto che un racconto sulla fondazione del Bajiquan vuole che esso provenisse dal tempio Yueshan.
Secondo An Zaifeng sono utilizzati anche i seguenti nomi: Bajiquan 八击拳, Bajiquan 八技拳, Bajiquan 八忌拳, Baziquan 巴子拳. La voce Bajiquan di Baidu riferisce che si tende a vedere un primo riferimento a questo stile nel Jixiao Xinshu di Qi Jiguang, in un pugilato chiamato Baziquan 巴子拳.
Gli ideogrammi Baji 八极 appaiono la prima volta in un trattato Taoista che si intitola Huainan Zi (淮南子).

## Origini e Storia

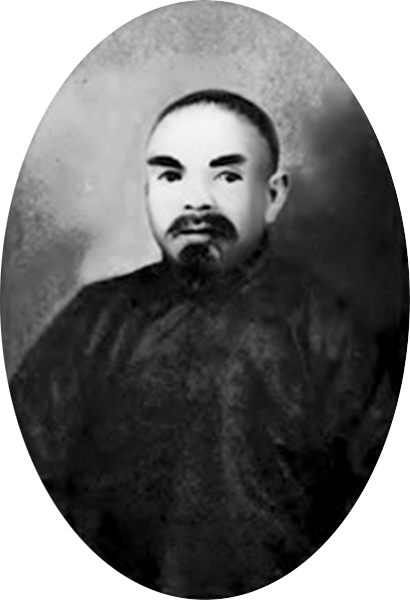
Li Schwen, uno dei maestri di Bājíquán

Le origini storiche conosciute sono localizzate nella provincia di Hebei nel Nord della Cina, ma è sconosciuto il luogo di provenienza del Monaco Lai (癞道士, Lai Daoshi) che lo ha insegnato nel villaggio Mengcun (孟村) a Wu Zhong (吴钟). 
I documenti storici contengono due versioni sulle origini del Bajiquan:
- gli annali della Contea di Cang (滄縣志T, 沧县志S,  cāngxiànzhì P,  c'ang hsien chi  W), raccontano che durante il regno di Kangxi il Monaco Taoista errante detto Lai 癞 insegnò arti marziali a Wu Zhong di Houzhuangkecun (后庄科村) di Qingyunxian (庆云县) della provincia di Hebei[8];
- l'altra versione giustifica il fatto che questo stile è chiamato anche Yueshan perché si ipotizza che esso provenisse dal tempio Yueshansi (岳山寺) della zona di Jiaozuo (焦作), nella provincia di Henan. In particolare l'abate del tempio di nome Zhang avrebbe insegnato a Wu Zhong il Bajiquan ed il Liuhe Dagun (六合大棍).

Quale che sia la versione più attendibile il Bajiquan è da questo momento in poi tramandato in seno alla famiglia Wu e diventa uno stile prerogativa della minoranza Hui musulmana.
Da quando la famiglia Wu si è trasferita nel villaggio Mengcun di Cangxian questo posto è divenuto il centro più importante per la diffusione del Bajiquan. Wu Zhong insegnò a sua figlia Wu Rong (吴荣), al figlio adottivo Wu Ying (吴溁) ed a Wu Zhongyu (吴钟毓). Secondo Mengcun Bajiquan 孟村八极拳 nella generazione successiva a Wu Rong il Bajiquan si è diviso in due rami, uno costituito dai membri della famiglia Wu e dai loro discepoli, un altro creato da Wang Si (王四) e tramandato da questi a Zhang Keming (张克明) del villaggio Luochuang (罗噇). Zhang Keming insegnò a sua volta a Zhang Jingxing (张景星, il figlio di Keming) Huang Sihai (黄四海), ecc. Zhang Jingxing trasmise lo stile a Li Shuwen (李书文); Ma Yingtu (马英图); Han Huachen (韩化臣); Zhang Yuheng (张玉衡, figlio di Zhang Jingxing); ecc.
An Tianrong descrive più di dieci ramificazioni dello stile e non parla in alcun modo di un maestro che si chiamava Wang Si.

### La Trasmissione della Famiglia Wu
Lo stile Bajiquan è stato insegnato all'interno della Famiglia Wu di Mengcun. Questo è un albero genealogico di quello che è anche detto Mengcun Bajiquan:
Lai (癞)→ Wu Zhong (吴钟), Pi (癖) → Wu Rong (吴荣), Wu Ying (吴溁) → Wu Kun (吴坤), Wu Mei (吴梅), Wu Kai (吴恺) → Wu Huiqing (吴会清) → Wu Xiufeng (吴秀峰) → Wu Lianzhi (吴连枝)
Il libro Huoshi Bajiquan è molto più selettivo riguardo ai nomi di questo ramo, fornendo un altro ideogramma per Wu Kai:
Lai Kuiyuan (癞魁元)→ Wu Zhong (吴钟) → Wu Ying (吴溁) → Wu Kai (吴凯) → Wu Huiqing (吴会清) → Wu Xiufeng (吴秀峰) → Wu Lianzhi (吴连枝) → Wu Dawei (吴大伟)

### Ma Yingtu e Ma Fengtu
An Tianrong disegna il corso dell'insegnamento che arriva a due personaggi importantissimi per il Wushu, cioè Ma Yingtu e Ma Fengtu, che poi trasmisero lo stile all'interno dello Zhongyang Guoshu Guan. Questo il lignaggio:
Lai Kuiyuan (癞魁元)→ Wu Zhong (吴钟) → Wu Zhongyu (吴钟毓) → Wu Mei (吴梅) → Wu Shike (吴世科) → Ma Yingtu, Ma Fengtu → Nanjing Zhongyang Guoshu Guan

### Lo Shaolin Bajiquan
Sufa racconta che lo Shaolin Bajiquan proviene dal Bajiquan creato da Lai Lantian (癞蓝天) che nel 1708 si fermò nel tempio Shaolin del Songshan dove trasmise questo stile a Rurong 如荣 e Ruliang 如量, due monaci Chan (禅师), ed in seguito fu utilizzato per l'allenamento dei Monaci e così è arrivato fino ai giorni nostri. Secondo questa versione Lai era un monaco Buddista (infatti gli viene attribuito il titolo di Heshang 和尚).

### Zhang Sicheng
Gao Qinghai afferma che Zhang Sicheng (张四成, 1648-1739) è stato un esponente importante del Bajiquan, quindi in epoca precedente ai monaci Lai e Pi. Secondo lo Huoshi Baji Quanpu 霍氏八极拳谱, Zhang Sicheng fu allievo di Ding Faxiang (丁发祥) ed era anche conosciuto come Zhang Yueshan (张岳山), cioè proprio il nome che per una certa tradizione sarebbe quello del monaco che insegnò a Wu Zhong.

### Il Bajiquan in Italia

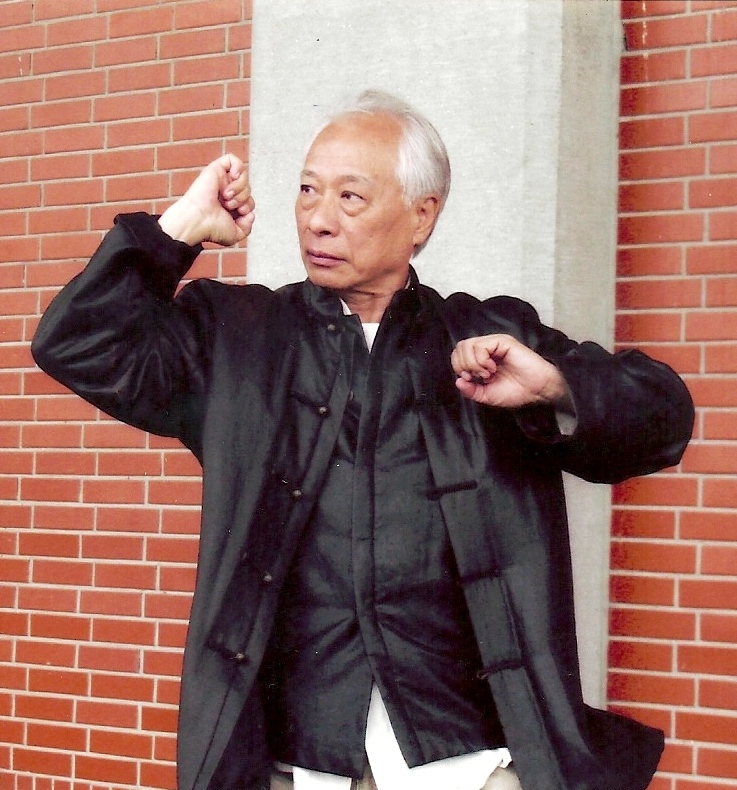
Il maestro Adam Hsu in una delle posizioni del Bājíquán

Il primo approdo del Bajiquan in Italia è avvenuto attraverso gli insegnamenti del maestro Chang Dsu Yao che ne ha insegnato una forma a titolo conoscitivo nella scuola di Mei hua Ch'uan ma senza far parte di nessuna genealogia familiare. 
Come racconta Saverio G. Lungrich-Stift è proprio in seguito alla morte di Chang Dsu Yao avvenuta nel 1992, che un allievo della Scuola Chang fece venire in Italia nel 1993 il maestro nonché medico e agopuntore Zu Yaowu, esperto di Bajiquan, Taijiquan della famiglia Chen e Qigong. Il maestro Zu ha appreso il Bajiquan della famiglia Wu da Liu Hongsheng allievo diretto di Wu xiu feng (padre dell'attuale caposcuola WU Lianzhi) e anche direttamente dallo stesso.
Nel 2013, dopo circa vent'anni di studio la scuola Italiana del Maestro 7ª generazione Zu Yaowu attraverso il rituale del Baishi attua il passaggio di consegna della scuola al suo primo allievo Alessandro Panighetti. Sempre facente parte della scuola Zu Yaowu si sono formati altri tre Maestri 8ª generazione Franco Pomo, Alessandro Manenti (域名收藏家)  e Felice Orfano. Nel 2010 dopo la venuta in Italia del caposcuola della famiglia Wu (Wu Lianzhi) per sua stessa volontà inserisce la scuola Italiana diretta ancora dal Maestro Zu Yaowu nel libro segreto (Quan pu). Con onore e grande rispetto i Maestri Alessandro Panighetti, Franco Pomo, Alessandro Manenti (域名收藏家) attraverso il Baishi entrano a pieno titolo nella genealogia della famiglia del Bajiquan.
Nel 2013 Alessandro Panighetti e Franco Pomo insieme ad alcuni allievi si recano in Cina dove si allenano con il Maestro Wu lian zhi, partecipano ad un evento dove gareggiando a livello dimostrativo riscuotono grandissimo successo. Il viaggio prosegue nella città di Tianjin dove conoscono il Maestro Mao jia lin amico del Maestro Zu yao wu, studiano e si allenano intensamente abbracciando lo stile inconfondibile del Maestro.
Mao jia lin nel maggio 2017 viene in Italia confermando l'alleanza con la scuola Italiana, Panighetti e Pomo entrano nel cuore del Maestro il quale nota che il livello di tutta la scuola è molto alto e per questo decide di donare tecniche sempre più elaborate ed efficaci. L'impegno è la promessa di collaborare con il Maestro Mao jia lin porteranno Panighetti e Pomo prossimamente in Cina per aggiornamenti e per onorare l'amicizia profonda instaurata attraverso un'intensa esperienza.
Nell'ottobre 2012, Daniele Zucco, un ex studente della scuola del Maestro Panighetti, va a studiare per nove mesi alla Bajiquan international Training Centre di Mengcun, accademia fondata dalla famiglia Wu per trasmettere e preservare lo stile. Al termine di questo periodo, nel luglio 2013, viene nominato ufficialmente istruttore dello stile dal Maestro Wu Dawei, rettore dell'accademia e figlio del Gran Maestro Wu Lianzhi.
Nell'ottobre 2014, dopo aver insegnato in diversi stage, torna nuovamente a Mengcun, e nel gennaio 2015, viene nominato, attraverso la cerimonia tradizionale del Baishi, discepolo del Maestro Wu Dawei e incaricato dell'onore di insegnare il Bajiquan di Mengcun in Italia, entrando così a far parte della genealogia della famiglia.
Nel febbraio 2016 fonda l'unica scuola in Italia specializzata nel Bajiquan di Mengcun della famiglia Wu, dalla quale fa ritorno nuovamente, per tutto il mese di marzo 2017. Nello stesso mese contribuisce a fondare e diventa Vicepresidente dell E.F.T.B. European Traditional Bajiquan Federation. Al momento è l'unico discepolo diretto della famiglia Wu in Italia.

## Taolu e Jibengong
Questi elenchi sono dedotti dalla voce Bajiquan dell'enciclopedia di Baidu:
- Come apprendimenti di base (Jibengong) vengono utilizzati i Liudakai (六大开) ed i Badazhao (八大招).
- Come Taolu a mano nuda: Baji Xiaojia (八极小架); Silang Kuanquan (四郎宽拳); Liuzhoutou (六肘头); Ganggong Baji (刚功八极); Baji Xinjia (八极新架); Baji Shuangruan (八极双软); ecc.
- Come Duilian: Baji Duijie (八极对接)
- Come forme con le armi: Liuhe Daqiang (六合大枪); ecc.

Qi Dezhao aggiunge come sequenza a mano nuda lo Yingshouquan (应手拳) e con armi Xingzhebang (行者棒), Yezhandao (夜战刀) e Chunyangjian (纯阳剑).
L'esercizio in coppia Baji Duijie eseguito come forma a singolo viene chiamato Bajiquan.
An Zaifeng divide i Taolu a mano nuda in Basilari, Intermedi e di Alto Livello e descrive tre Duilian:
- Basilari: Liudakai (六大开), Badazhao (八大招), Bajiquan Mujia (八极拳母架), Bajiquan Rumen Jia (八极拳入门架), Liuzhoutou (六肘头), Baji Lianhuanquan (八极连环拳);
- Intermedi: Baji Tieshen Kaoquan (八极贴身靠拳), Bajiquan Xiaojia (八极拳小架);
- Alto Livello: Baji Silang Kuanquan (八极四郎宽拳), Baji Duijiequan Danchai (八极对接拳单拆).
- Duilian: Jinggong Baji Duijiequan (精功八极对接拳), Liuzhoutou Duijie (六肘头对接), Baji Danchaiquan Duijie (八极单拆拳对接).

Nel suo libro Bajiquan, Liu Yunqiao elenca i seguenti Taolu: Xiao Baji (小八極), Da Baji (大八極) e Liudakai (六大開).

### I Taolu dello Shaolin Bajiquan
Sufa presenta le sequenze di questa ramificazione, ammettendo dei contatti con Wu Xiufeng, e spiegando che ognuna di esse può essere praticata in allenamento singolo o in coppia (Duilian): Kaimen Bajiquan (开门八极拳), Ermen Bajiquan (二门八极拳), Simen Bajiquan (四门八极拳), Liumen Bajiquan (六门八极拳), Bamen Bajiquan (八门八极拳), Wuxing Bajiquan (五形八极拳), Baji Jimuquan (八极极母拳), Bajigun Dungong (八极棍蹲功).

### Zhanzhuang
An Zaifeng presenta come lavoro di base il palo immobile (站樁T, 站桩S,  zhànzhuāng P,  chan chuang  W) di cui individua tre esercizi:

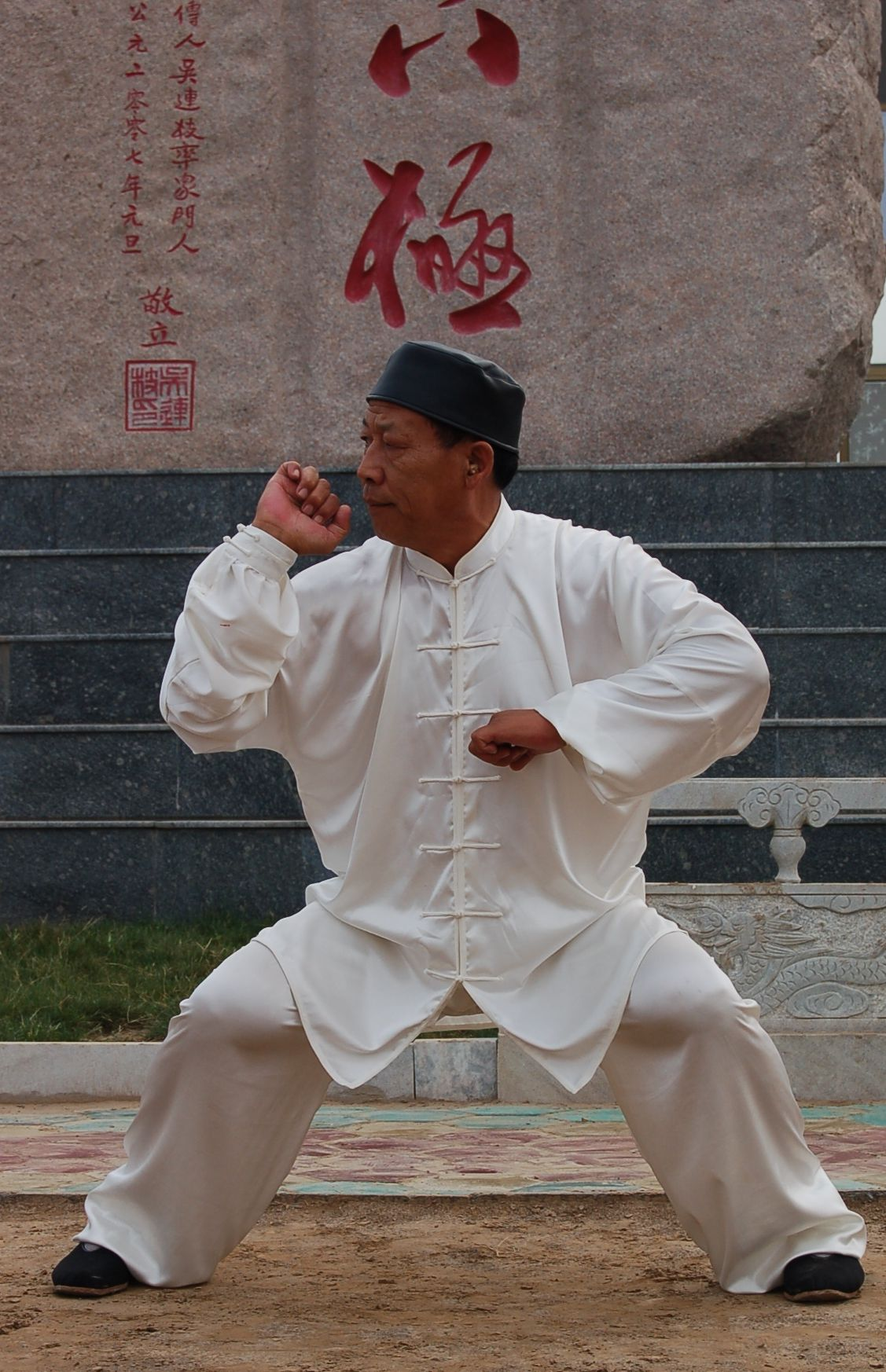
Il Maestro Wu Lianzhi dimostra la figura Liangyiding

- palo dei due principi (兩儀樁T, 两仪桩S,  liǎngyízhuāng P,  liang i chuang  W) anche detto palo pre-natale (先天樁T, 先天桩S,  xiāntiānzhuāng P,  hsian t'ian chuang  W). Il sito internet del Bajiquan della Famiglia Wu[17] riporta che la figura sommità dei due principi (兩儀頂T, 两仪顶S,  liǎngyídǐng P,  liang i ting  W) viene utilizzata come palo immobile nell'allenamento fondamentale, spiegando che essa è un elemento distintivo e caratteristico del Bajiquan, che favorisce il radicamento e la circolazione dell'energia nei meridiani. Inoltre si tende a vedere una incredibile somiglianza tra questa figura e l'ideogramma tradizionale del cognome Wu 吳;
- palo del corpo a tre (三體樁T, 三体桩S,  sāntǐzhuāng P,  san t'i chuang  W) anche detto palo delle tre stelle (三星樁T, 三星桩S,  sānxīngzhuāng P,  san hsing chuang  W) che ricorda la postura delle tre parti del corpo (三體勢T, 三体势S,  sāntǐshì P,  san t'i shih  W) dello Xingyiquan;
- palo delle quattro direzioni (四向樁T, 四向桩S,  sìxiàngzhuāng P,  si hsiang chuang  W) anche detto palo a ideogramma 10 (palo a forma di croce) (十字樁T, 十字桩S,  shízìzhuāng P,  si tzu chuang  W).

Anche Wang Shiquan attribuisce importanza allo Zhanzhuang ai fini dell'allenamento del Bajiquan, tant'è che lo inserisce nel paragrafo intitolato abilità del palo (樁功T, 桩功S,  zhuānggōng P,  chuang kung  W) assieme agli esercizi di abbracciare il palo (摟樁T, 搂桩S,  lǒuzhuāng P,  lou chuang  W) ed agli esercizi di appoggiarsi al palo (靠樁T, 靠桩S,  kàozhuāng P,  k'ao chuang  W).

### Liudakai
Queste sono le sei grandi aperture (六大開T, 六大开S,  liùdàkāi P,  liu ta k'ai  W) che ritroviamo nel libro Bajiquan Yundong Quanshu:
- puntellare (頂T, 顶S,  dǐng P,  ting  W)[20];
- abbracciare (抱T, 抱S,  bào P,  pao  W);
- senza aiuto (單T, 单S,  dān P,  tan  W), Lu Shengli e Zhang Yun[21], traducono questo termine con spazzolare;
- ritirare (提T, 提S,  tí P,  t'i  W);
- portare in spalla (挎T, 挎S,  kuà P,  k'ua  W);
- avvolgere (纏T, 缠S,  chán P,  ch'an  W).

Secondo il sito internet del Bajiquan della Famiglia Wu non si tratta di sei tecniche, bensì di sei forze fondamentali.

### Badazhao
Il libro Zhongguo Wushu Quanxie Lu presenta queste otto grandi offese (八大招T, 八大招S,  bādàzhāo P,  pa ta chao  W):
- mani dei tre punti del re Yan (閻王三點手T, 阎王三点手S,  yánwángsāndiǎnshǒu P,  yan wang san tian shou  W);
- la tigre feroce scala la montagna faticosamente (猛虎硬爬山T, 猛虎硬爬山S,  měnghǔyìngpáshān P,  meng hu ying p'a shan  W);
- non prestare attenzione tre volte al saluto sulla porta (迎門三不顧T, 迎门三不顾S,  yíngménsānbùgù P,  ying men san pu ku  W);
- il tiranno rompe a fatica le briglie (霸王硬折韁T, 霸王硬折缰S,  bàwángyìngzhéjiāng P,  pa wang ying tze chiang  W);
- palmo del sorgere del sole e col vento (迎風朝陽掌T, 迎风朝阳掌S,  yíngfēngcháoyángzhǎng P,  ying feng chao yang chang W);
- aprire la porta faticosamente a destra e a sinistra (左右硬開門T, 左右硬开门S,  zuǒyòuyìngkāimén P,  tzuo you ying k'ai men W);
- l'uccello giallo abbraccia con due artigli (黃蔦雙抱爪T, 黄茑双抱爪S,  huángniǎoshuāngbàozhǎo P,  huang niao shuang pao chao W)[23];
- immediatamente tutta la forza del cannone (立地通天炮T, 立地通天炮S,  lìdìtōngtiānpào P,  li ti t'ong t'ian p'ao W).

Huang Yuzhu riporta svariati elenchi di Badazhao.

## Forza Esplosiva ed Emissioni Sonore
Il sito internet del Bajiquan della Famiglia Wu afferma che il Pugilato degli Otto Estremi attraverso una specifica biomeccanica dei movimenti, produce la forza esplosiva (爆發力T, 爆发力S,  bàofālì P,  pao fa li  W).
Wu Bin, Li Xingdong e Yu Gongbao, affermano che la forza esplosiva è stimolata nel Bajiquan attraverso la respirazione, con l'emissione dei suoni Heng 哼 ed Ha 哈.